# Samuele Buttarelli
Samuele Buttarelli (* 2. Mai 1992 in Genua) ist ein italienischer Automobilrennfahrer.

## Karriere
Buttarelli begann seine Motorsportkarriere im Formelsport 2007 in der Formel Master Junior, die er auf dem 23. Gesamtrang beendete. 2008 trat er zu einigen Rennen in verschiedenen Formel-Renault-Meisterschaften an. Er wurde 14. in der Schweizer und 28. in der italienischen Formel Renault. 2009 wechselte Buttarelli in die European F3 Open und nahm an sechs von acht Rennwochenenden für emiliodevillota.com teil und schloss die Saison auf dem 19. Rang ab. Darüber hinaus startete er für RC Motorsport zu einem Rennwochenende der italienischen Formel-3-Meisterschaft. Außerdem nahm Buttarelli an vier Rennen der internationalen Formel Master und zwei Rennen der Formel Le Mans als Gaststarter teil. 2010 startete Buttarelli in der italienischen Formel-3-Meisterschaft. Bei Prema Junior wurde er nach fünf Rennwochenenden durch Nicolas Marroc ersetzt und wechselte seinerseits zum Team Ghinzani. Mit vier dritten Plätzen als beste Resultate belegte er den achten Platz in der Meisterschaft.
2011 sollte Buttarelli für Ombra Racing in der Auto GP an den Start gehen. Er wechselte allerdings bereits vor dem ersten Rennen innerhalb der Serie zu TP Formula. Mit zwei Siegen beendete er die Saison auf dem achten Gesamtrang. 2012 trat Buttarelli zum Saisonauftakt der FIA-Formel-2-Meisterschaft an. Darüber hinaus nahm er an einem Rennen der Trofeo Maserati World Series teil und debütierte damit im GT-Sport.

## Karrierestationen
| - 2007: Formel Master Junior (Platz 23) - 2008: Schweizer Formel Renault (Platz 14) - 2008: Italienische Formel Renault (Platz 28) | - 2009: European F3 Open (Platz 19) - 2009: Italienische Formel 3 (Platz 25) - 2010: Italienische Formel 3 (Platz 8) | - 2011: Auto GP (Platz 8) - 2012: Formel 2 - 2012: Trofeo Maserati World Series (Platz 37) |